# روگنو
روگنو (به ایتالیایی: Rogeno) یک کومونه در ایتالیا است که در استان لکو واقع شده‌است.

## خصوصیات
روگنو ۴٫۸ کیلومترمربع مساحت و ۳٬۲۳۹ نفر جمعیت دارد و ۲۹۲ متر بالاتر از سطح دریا واقع شده‌است.